# Kurt Rümmler
Kurt Rümmler (* 19. November 1911 in Taura; † 31. Dezember 1958) war Leiter der Bezirksverwaltung Leipzig des Ministeriums für Staatssicherheit (MfS).

## Leben
Der Sohn eines Bäckers erlernte nach dem Besuch der Volksschule den Beruf eines Maschinenschlossers. 1931 trat er der Kommunistischen Partei Deutschlands bei. Wegen des Vorwurfs der „Vorbereitung zum Hochverrat“ wurde er von 1935 bis 1936 inhaftiert. Von 1943 bis 1945 diente er in der Wehrmacht und war von 1945 bis 1947 in sowjetischer Kriegsgefangenschaft.
Nach Rückkehr nach Sachsen trat er in die Deutsche Volkspolizei ein, war als Personalleiter im Volkspolizeikreisamt Rochlitz tätig.
1950 ging er zum MfS und wurde in Rochlitz Leiter der Kreisdienststelle für Staatssicherheit. Im folgenden Jahr wechselte er als Leiter in die Kreisdienststelle Oelsnitz/Vogtl. und 1952 in die Bezirksstadt Leipzig. Nachdem er dort erst die Kreisdienststelle geleitet hatte, wurde er 1955 Leiter der Bezirksverwaltung Leipzig. Diese Funktion übte er bis zu seinem Tod zu Silvester 1958 aus. Gleichzeitig war er Mitglied der SED-Bezirksleitung Leipzig. Er trug zuletzt seit 1953 den militärischen Dienstrang Oberst. 1958 wurde er mit dem Vaterländischen Verdienstorden in Bronze ausgezeichnet.
Rümmlers Grabstätte befindet sich im „Ehrenhain der Sozialisten“ im Leipziger Südfriedhof.